# Figa

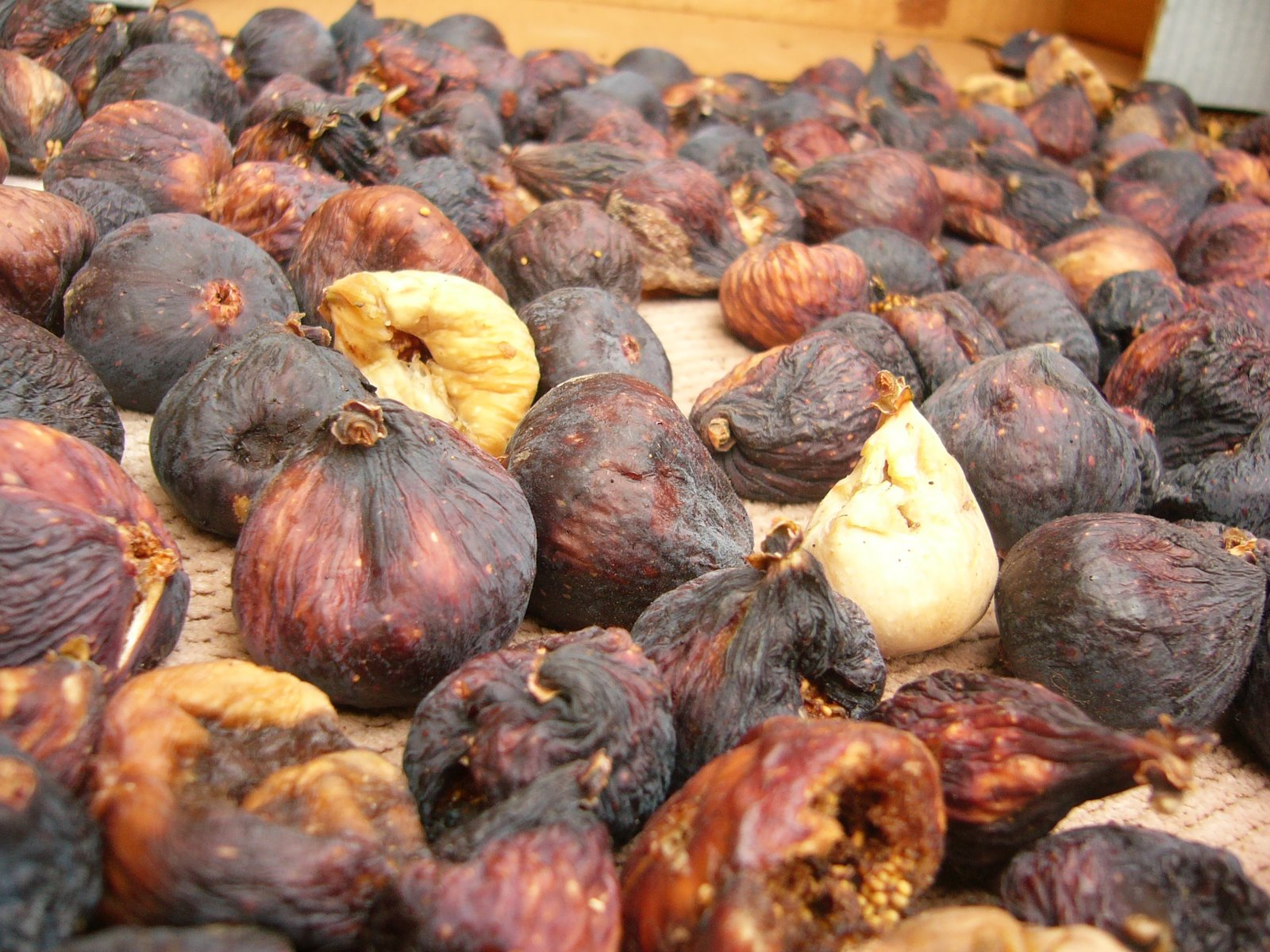
Figi suszone

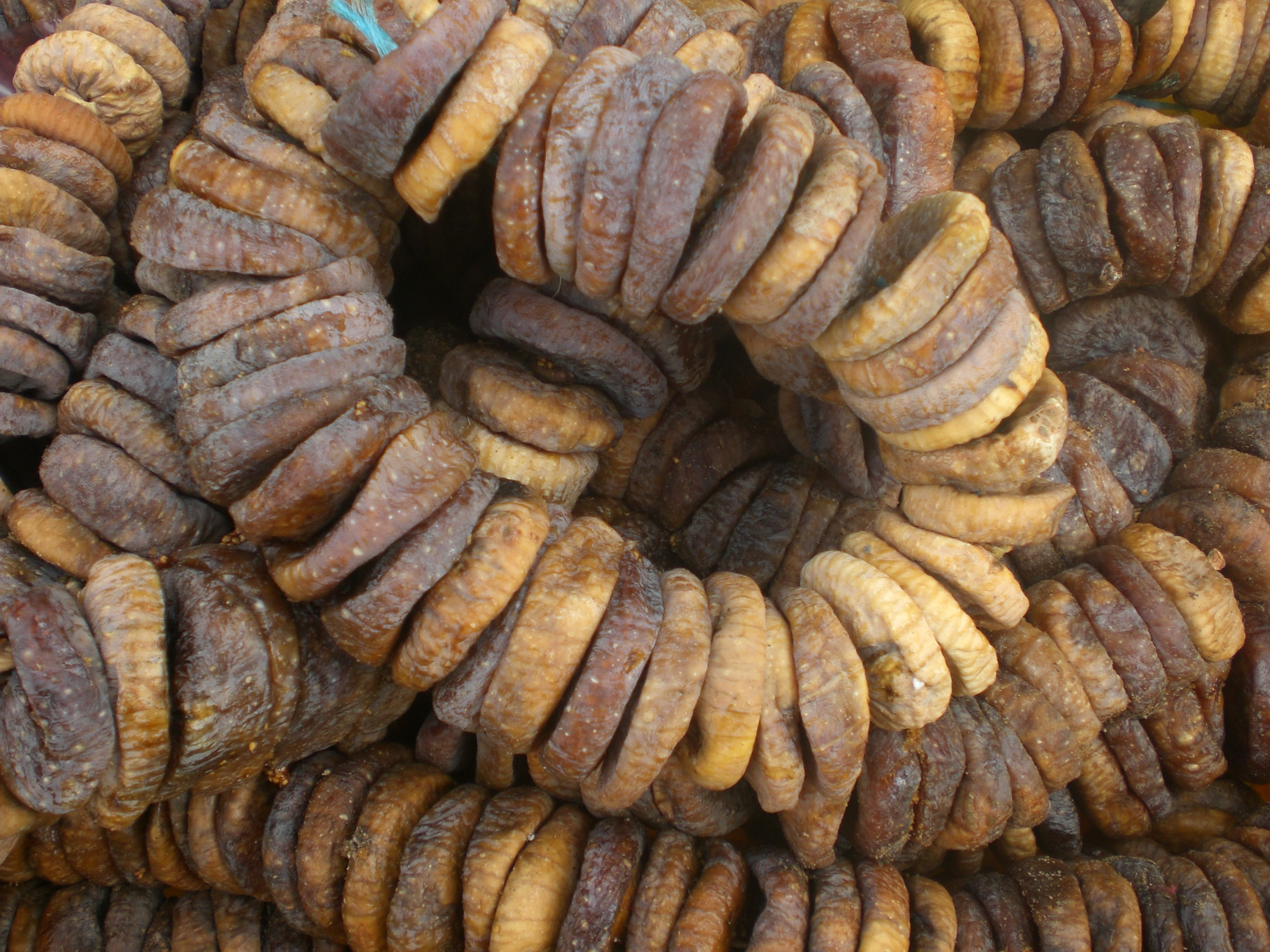
Figi suszone i sprasowane

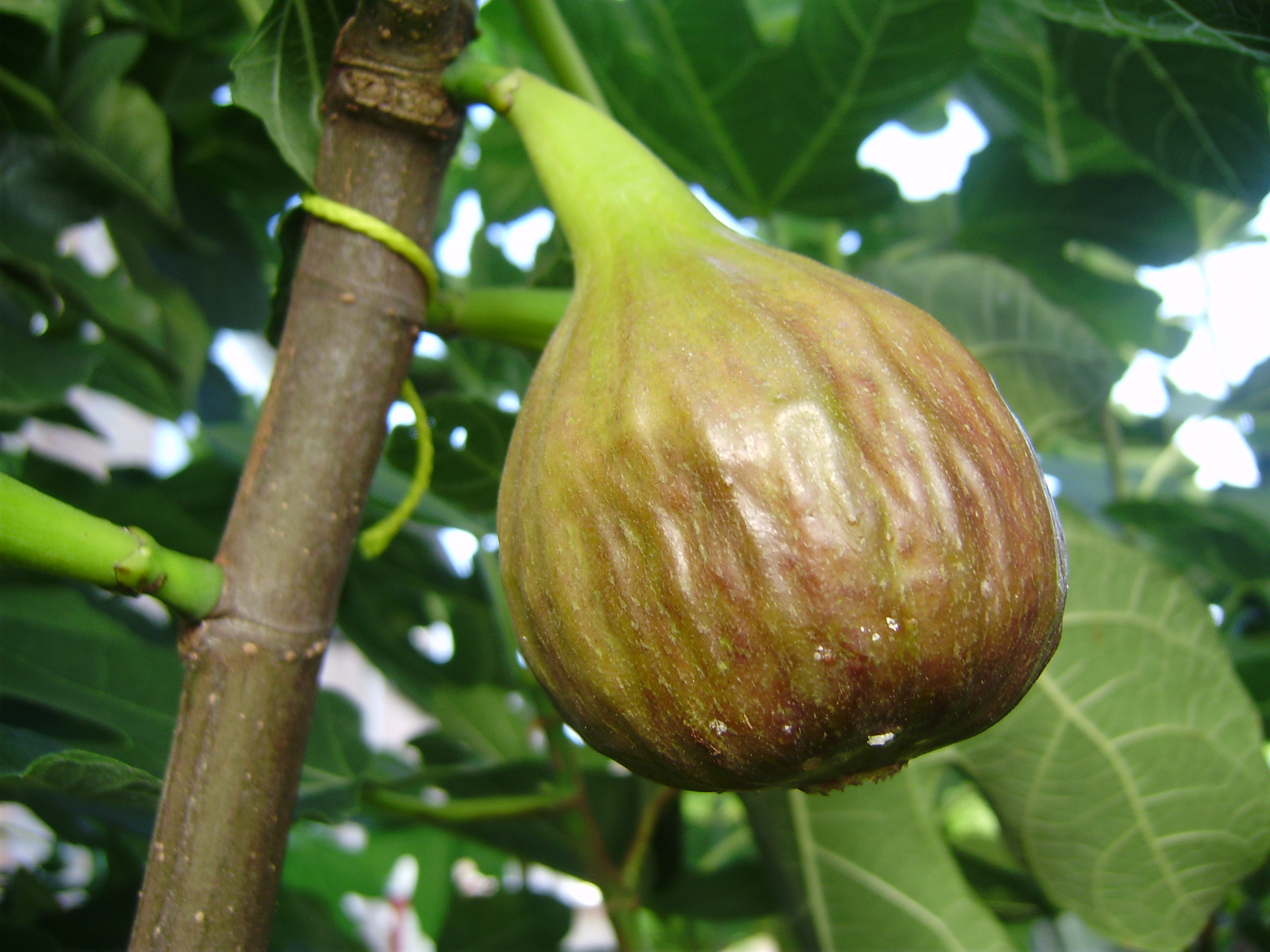
Figa na drzewie

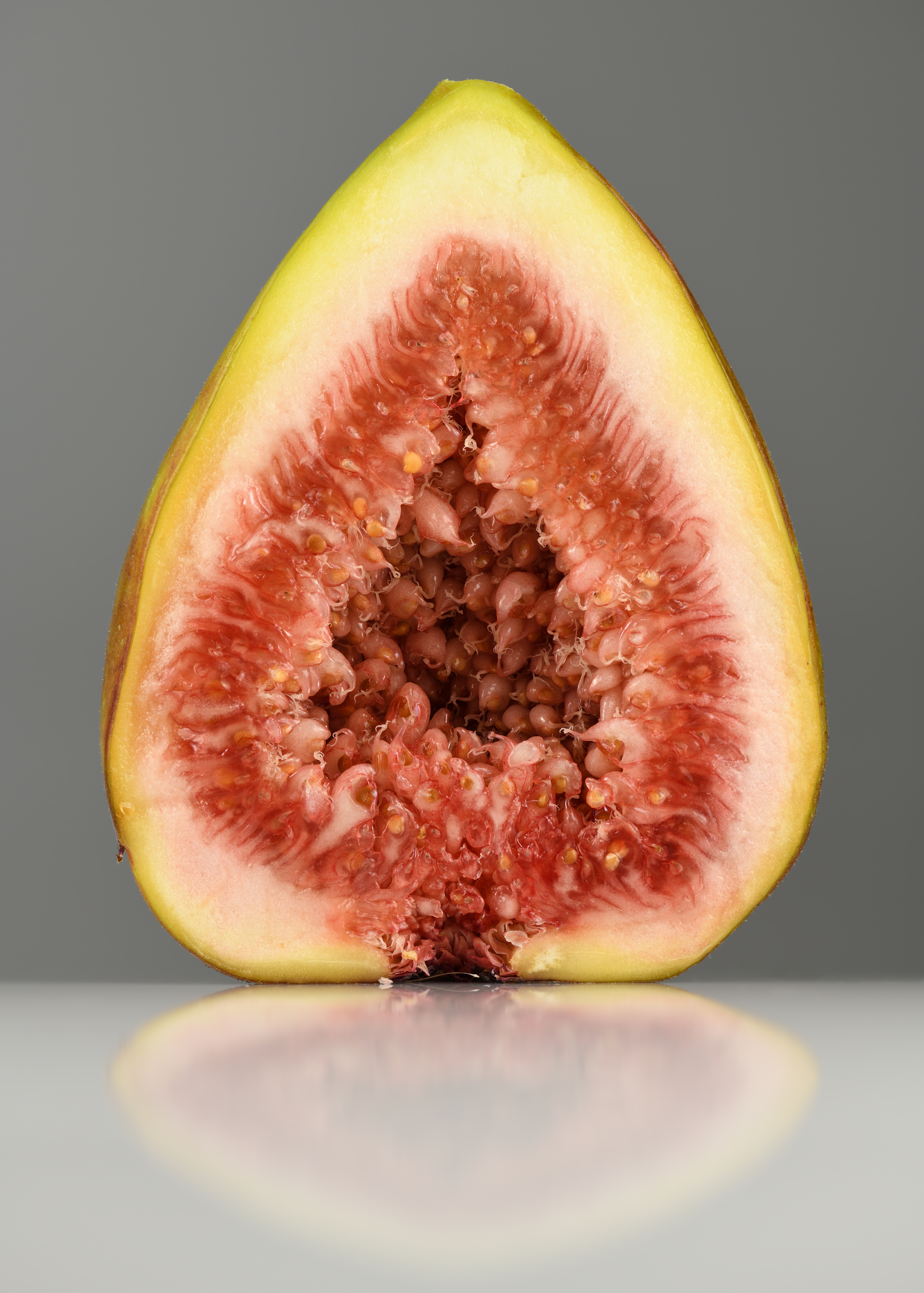
Przekrój świeżej figi

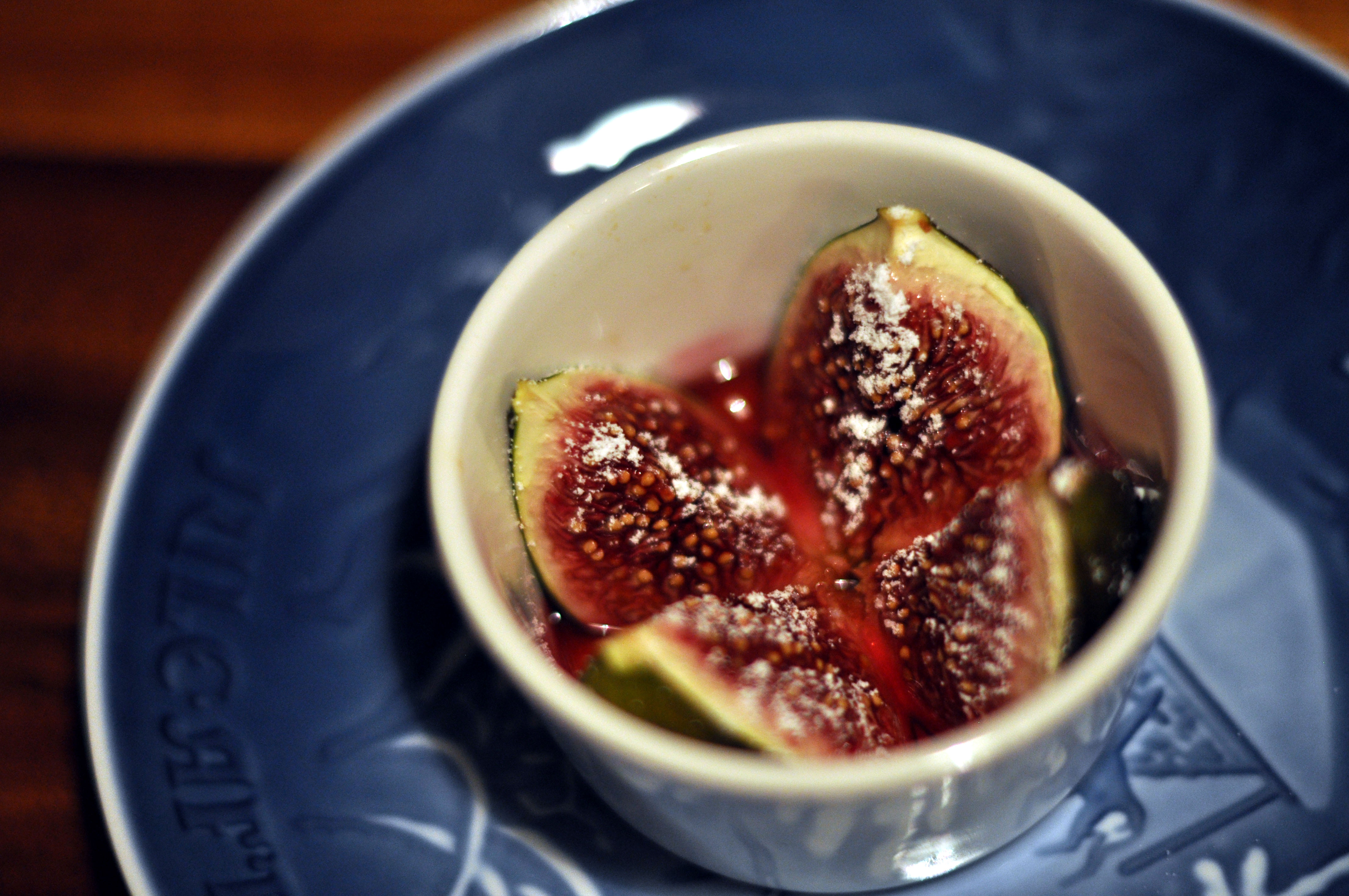
Pieczone figi z miodem

Figa – owocostan rośliny zwanej figowcem pospolitym, figą pospolitą, figą karyjską, drzewem figowym. Podobny typ owocostanu, określany specjalistycznym terminem sykonium, mają też pozostałe figowce. Jest to gruszkowatego kształtu, skórzasty worek, z bardzo ciasnym otworem. W środku wypełniony jest licznymi owocami lub resztkami kwiatów. Owocostany figowców pochodzą od owocostanów przypominających owocostany morwy, które w trakcie ewolucji odwróciły się, ukrywając owoce w swym wnętrzu. Owocostany zawierają do kilkuset owoców, mających postać drobnych, podobnych do nasion niełupek otoczonych przez rozrośnięte, mięsiste dno kwiatowe.
W trakcie dojrzewania, początkowo zielone owocostany stają się w zależności od odmiany – jasnozielone do fiołkowobrunatnych, a wnętrze staje się złotawe do czerwonego. Smak w trakcie dojrzewania zmienia się od mdłego, do słodkiego i soczystego. Istnieje kilkaset odmian fig różniących się barwą skórki (istnieją figi zielone, brązowe, purpurowe do czarnych).
Świeże figi zawierają około 80% wody, od 12 do 25% cukrów (glukozy i fruktozy), 1,3% białek, pektyny, witaminy: C, PP  i z grupy B oraz karoten. Są bardzo bogate w sole mineralne, zawierają: potas (przeciętnie 1100 mg%), wapń (230 mg%), magnez (120 mg%), fosfor (260 mg%). Zawierają także kwasy organiczne: cytrynowy, oksalowy i jabłkowy. Figi suszone zawierają tylko 30% wody, natomiast udział cukrów wzrasta do 50–75%. W wyniku suszenia nie tracą substancji czynnych, a wręcz po ubytku wody zawartość składników odżywczych wzrasta 3- do 4-krotnie w stosunku do świeżych owocostanów. Świeże figi zawierają 61 kcal na 100 g, po ususzeniu mają 250 kcal na 100 g.
Figi przechowywać należy w pomieszczeniach chłodnych, suchych i przewiewnych. W przypadku nadmiernej wilgoci w miejscu przechowywania łatwo pleśnieją i ulegają fermentacji.

## Sztuka kulinarna
Figi nadają się do spożycia zarówno po przetworzeniu, jak i na surowo. Zaliczane są do bakalii i używane jako dodatek do ciast. W Polsce dostępne są głównie figi suszone i sprasowane, o charakterystycznej bursztynowej barwie. Takie suszone figi są bardzo trwałe – można je przechowywać nawet przez rok. Suszenie następuje w temperaturze 40–50 °C. Świeże figi nie nadają się z kolei do dłuższego przechowywania i dlatego zwykle przetwarza się je w pobliżu upraw na dżemy. Figi nadają się na przekąskę, na konfitury, dżemy i konserwy. Można z nich robić kompot. Figi suszone i podprażone są wykorzystywane jako namiastka kawy. Ma ona lekko orzechowy smak (wykorzystywane są także do aromatyzowania kawy). W Europie Południowej wytwarza się z nich wino figowe. Należy ono do najstarszych napojów alkoholowych – prawdopodobnie produkowano je już we wczesnym neolicie, w VI tysiącleciu p.n.e. Tradycyjnym napojem wytwarzanym z suszonych fig jest figuette (figi namacza się w wodzie wraz z dodatkiem szyszkojagód jałowca).
Figi suszone mają dużą wartość energetyczną i zawierają łatwo przyswajalne cukry proste, są więc dobrym pożywieniem dla sportowców i ludzi ciężko pracujących. Niewskazane są jednak dla ludzi cierpiących na cukrzycę, będących na diecie niskosodowej lub przyjmujących leki antydepresyjne z grupy inhibitorów MAO. Ze względu na dużą zawartość cukrów mogą sprzyjać próchnicy – możliwe, że nietypowo wysoka liczba dziur w zębach mieszkańców mezolitycznej Portugalii wiązała się z dużym spożyciem fig i miodu.

## Własności lecznicze
Figi są używane w medycynie naturalnej. W Europie Południowej stosuje się je pomocniczo przy schorzeniach sercowo-naczyniowych i niedokrwistości. Figi mają delikatne działanie przeczyszczające, pomagają przy zaparciach, bólach brzucha, w zapaleniu pęcherza moczowego, dolegliwościach nerek, bólach menstruacyjnych. Kawa przygotowana z prażonych fig jest pomocna przy przeziębieniach, zakażeniach gardła, katarze, chorobach płuc, gorączce.

## Uprawa
Figi uprawiane były co najmniej od około 2750 r. p.n.e. na terenie Mezopotamii i Egiptu. W trakcie uprawy, na skutek doboru sztucznego, figi stawały się coraz większe i miększe. Przez wiele stuleci pozostawały bardzo istotnym produktem spożywczym w basenie Morza Śródziemnego. Ścięcie owocującego drzewa figowego według Talmudu Babilońskiego karane było śmiercią. Talmud ten opisywał też sztuczne zapylenie kwiatów fig i zabiegi przyspieszające dojrzewanie fig. W XVI wieku figowiec trafił do upraw na kontynent północnoamerykański.
Współcześnie głównymi producentami fig są kraje basenu Morza Śródziemnego: Turcja, Grecja, Portugalia, Włochy, Hiszpania i Francja. Poza tym figowce uprawiane są w: Kalifornii, Indiach, Australii, Afryce południowej, Azji południowo-wschodniej i w Ameryce Południowej.
Figi zbiera się ręcznie lub mechanicznie. Zwykle zbioru dokonuje się dwukrotnie w ciągu roku, w czerwcu i wrześniu. 

## Rozwój figi

### Zapylanie
Uprawiane odmiany figowca pospolitego mogą wytwarzać figi partenokarpicznie, czyli bez zapylenia, podczas gdy w warunkach naturalnych kwiaty figowców zapylane są przez bleskotki z rodziny Agaonidae. Zwykle związek zapylacza i rośliny jest ścisły na tyle, że dany gatunek figowca jest zapylany tylko przez jeden gatunek owada. W przypadku figowca pospolitego jest to Blastophaga psenes. Larwy bleskotek rozwijają się w żeńskich kwiatach figowca. Samce po wykluciu odnajdują kwiaty z niewyklutymi samicami, które zapładniają, po czym giną wewnątrz figi. U niektórych gatunków nie giną od razu, lecz, wygryzając otwór w ścianie figi, pomagają wydostać się z niej samicom. Samice, uprzednio zapłodnione, wydostają się z zalążni kwiatów żeńskich, którymi się żywiły i przechodzą do kwiatów męskich, zbierając pyłek do swoich kieszeni pyłkowych. Po zgromadzeniu pyłku samice opuszczają rodzimą figę i poszukują innych fig właściwego gatunku, w których znajdują się dojrzałe do zapylenia kwiaty żeńskie.
Światło otworu kwiatostanu (figi), przez który samice bleskotek dostają się do jego wnętrza jest na tyle wąskie, że przeciskanie się przezeń skutkuje oderwaniem skrzydeł i innych wystających elementów ciała. Zaczopowanie otworu fragmentami ciała bleskotek utrudnia penetrację figi przez inne zwierzęta roślinożerne. Samice bleskotek wewnątrz figi zapylają kwiaty żeńskie i składają w nich jaja. Zwykle nie udaje im się złożyć jaj we wszystkich zapylonych kwiatach, przez co larwy zjadają jedynie część nowo powstałych owoców. W sytuacji, gdy liczba owoców zasiedlonych przez larwy jest zbyt duża (w kategoriach strategii stabilnej ewolucyjnie), a więc liczba owoców, które wydadzą nasiona jest mała, roślina może taką figę odrzucić, nie inwestując w jej rozwój. Po złożeniu jaj samica bleskotki ginie wewnątrz figi. Sytuacja u figowców dwupiennych jest podobna, ale odmienna. U gatunków tych wytwarzane są bądź figi żeńskie, bądź męskie. Te ostatnie zawierają jednak oprócz kwiatów męskich kwiaty pseudożeńskie, które są wykorzystywane przez bleskotki do składania jaj i rozwoju larw, podczas gdy jaja złożone w figach żeńskich nie rozwijają się. Fakt, że w zapylonych figach znajdują się szczątki zapylaczy, czy też raczej, że ciało zapylacza jest trawione przez enzymy wytwarzane wewnątrz figi, sprawia, że jedzenie fig budzi kontrowersje wśród wegan.

### Rozwój
Rozwój figi przed dojrzeniem ma trzy etapy: pierwszy trwa około 6 tygodni, drugi ok. 4 tygodni i trzeci również ok. 4 tygodni. W pierwszym etapie następuje szybki wzrost średnicy przy niewielkim wzroście wagi, zawartości wody i cukrów. W drugim etapie następuje zwolnienie wzrostu, a poziom cukru pozostaje względnie stały. Ponowny szybki wzrost rozmiarów i zawartości cukrów charakteryzuje trzeci etap. Wówczas zawartość cukru uzyskuje 90% wartości dojrzałej figi.